# Prieuré Saint-Étienne-lès-Hacqueville
Le prieuré Saint-Étienne-lès-Hacqueville est un prieuré bénédictin, qui était situé sur la commune d'Hacqueville.

## Histoire
Ce prieuré est fondé en 1220, fondé par Robert de Poissy, seigneur d'Hacqueville, qui le donne à l'abbaye de Conches. La ferme du prieuré est vendue à la Révolution et détruite avant 1825. Il reste aujourd'hui une chapelle et quelques bâtiments agricoles.